# Åsa Gustafsson
Åsa Ingrid Maria Gustafsson, född 22 oktober 1963 i Tranås, är en svensk artist, skådespelare, manusförfattare och regissör. 
Hon bor i Jonsered utanför Göteborg.

## Biografi
Åsa Gustafsson är utbildad vid scenskolor i Köpenhamn och Göteborg. Hon började spela munspel i källarband som artonåring i Tranås. Från 1990 och framåt har hon spelat munspel och sjungit professionellt i olika band och sammanhang. Hon spelar också tvärflöjt. Hon har spelat bandy i allsvenskan  fram till 1985, först för Tranås Bois och senare för Linköping (Stångebro BK).
Sin scenkarriär inledde Åsa Gustafsson med den egna clownföreställningen Hyacynthia (premiär 1990). I mitten av 1990-talet uppmärksammades Gustafsson stort för de tre scenshowerna Åsa Gustafsson grupp (1994), Im Düsseldorf (1995) och Ett Spanien i miniatyr (1996) på Pusterviksteatern i Göteborg. Manus skrev hon tillsammans med Mats Berglund, som även regisserade föreställningarna. Im Düsseldorf överfördes senare till tv och sändes i SVT under titeln Kaffe av pulver, drömmar av guld julen 1996 .
1997 var Åsa Gustafsson sommarpratare i Sveriges Radio P1 .
1999 medverkade hon med låten O, store gud på Frälsningsarméns samlingsalbum En salig samling . Albumet såldes i 240 000 exemplar och låg på den svenska skivtoppen i flera veckor .
Åsa Gustafsson var en av rösterna i Sveriges Radios humorprogram Rally, som sändes i P3 1995–2002. Rally-gänget producerade också sex musikalbum och en singel. En av de mest spelade låtarna är Lars Adaktussons frisyr, framförd av Gustafsson.
Åsa Gustafsson har också varit programledare i P3 Fredag och medarbetare i P3 Apelsin och Så funkar det i Sveriges Radio P3 och morgonvärd i Sveriges Radio P4. År 2002 medverkade hon i Whitney och Eltons julkalender i Sveriges Radio.
2002 var Åsa Gustafsson en av de kommenterande så kallade Konsulterna i SVT:s OS-studio från Salt Lake City.

## Karriär från 2002
Som skådespelare har Åsa Gustafsson bland annat spelat teater på Angereds teater, Folkteatern i Göteborg, Göteborgs stadsteater och Regionteater Väst. Hon har spelat sommarteater på Nääs slott och revy med Falkenbergsrevyn. 
På film har hon bland annat medverkat i Tillfällig fru sökes (2003), Johan Falk: Organizatsija Karayan (2013) och Känn ingen sorg (2013). Hon har medverkat i SVT:s dramaserier Familjen (2002), De drabbade (2003), Orka! Orka! (2005) och Isprinsessan och Predikanten (2007).
I december 2012 hade Bättre än så här blir det inte, Åsa Gustafssons första scenshow med eget manus, premiär på Folkteatern i Göteborgs lilla scen . Publikintresset var mycket stort och med tre veckor kvar till premiär hade extraföreställningar fått läggas till två gånger .
Föreställningen fick stor uppmärksamhet   och god kritik. GTs recensent tyckte att "det självklara kärnvärdet är att Åsa Gustafsson helt enkelt är genuint förtjusande" och nummer.se att "Åsa spelar munspel som en trollkvinna och sjunger lika layed back som självaste Sonya Hedenbratt"  . Föreställningen flyttades följande år till teaterns stora scen, där den spelades i en förlängd version. 
Förutom till denna föreställning har Åsa Gustafsson skrivit manus till Plastungen, en "Melodrammusikal med Håkan Hellströmflört om identitet och relationer ur en tonårings perspektiv". 2010 sattes den upp på Regionteater Väst i regi av Anna Uhlén .
Sommaren 2014 medverkade Åsa Gustafsson som skådespelare i farsen Sköna skjut i skärgården  som spelades för slutsålda hus hela sommaren på Brännö Varv i Göteborgs skärgård . Året efter medverkade hon i uppföljaren Kyss mig shejk! .
Vintern 2014 var hos en av skådespelarna i Johan Fribergs serie om fyra pjäser för Radioteatern i Sveriges Radio P1 .
Åsa Gustafsson har också regisserat teater. För Teater Jaguar i Göteborg Farbrorn som inte ville va stor (2010) , Odödliga (2011)  och Meningen med allt (2012) .
För Teater Kurage har hon regisserat barnföreställningen Muskler, magi och magkänsla (2015) , för Big Wind barnföreställningen Snövit (2016)  och för Regionteater Väst barnföreställningen Från ö till ö - En moralfilosofisk undersökning om människors värde (2017)   . 
2018 regisserade Åsa Gustafsson Camilla försvann - En föreställning om prostitution baserad på intervjuer, forskning och biografiska berättelser från Västra Götaland för Adas musikaliska teater   . 
2015 skrev hon manus till och spelade en av huvudrollerna i Teater Tamauers föreställning MENS . Föreställningen tilldelades Scenkonstguidens pris för Årets Brott 2015. Föreställningen var sedan ett av sexton svenska scenkonstverk som valdes ut bland 233 nominerade att spelas på Scenkonstbiennalen 2017 i Norrköping .
2016 var Åsa Gustafsson tillsammans med Tove Wiréen och Nina Haber Artists in recidence på Vara Konserthus/Stora Teatern i Göteborg, där dom tillsammans arbetade fram den normkritiska föreställningen För allas trevnad - en föreställning om att vänligt men bestämt krossa patriarkatet. För allas trevnad spelades på Stora Teatern i Göteborg och på Vara Konserthus samt på turné i Sverige. 
2018 var Åsa Gustafsson regiassistent till Birgitta Egerbladh vid uppsättningen av dansteaterföreställningen Prat och människor på Folkteatern i Göteborg   .
Åsa Gustafsson har även skrivit låttexter. Den 16 december 2013 släpptes singeln Orsak och verkan, den första låten från hennes första egna album . Albumet med samma namn släpptes den 26 mars 2014.
Åsa Gustafsson står för texterna och Lotta Wenglén för tonsättningen. I en recension kallas texterna för "diskbänksrealism, men inte av den grå och tråkiga pekpinnesorten, utan utförd med oväntade vändningar i texterna, underfundigheter, en intim personlighet och en massa igenkännerikedom" .
Musiken framförs på skivan av Åsa Gustafsson och hennes band Den offentliga sektorn, med Åsa Gustafsson på sång, munspel och flöjt, Lotta Wenglén på gitarr och kör, Christine Owman på cello och kör och Sverker Stenbäcken på trummor. 
I juli samma år släpptes den första videon från albumet, Käre nån. Videon är regisserad av Nanna Huolman efter en idé av Cecilia Nordlund.
I september 2014 släpptes barnskivan Amerikaresan - En bluesberättelse, där Åsa Gustafsson står för berättarrösten och spelar munspel .
Åsa Gustafsson har också medverkat som en av imitatörerna i Sveriges Radios satirprogram Public Service. Hon har även varit krönikör i Göteborgs-Postens helgmagasin Två dagar (2003-2009), i Sveriges Radio P4:s Radiohuset (2010-2012) och i tidningen ETC Göteborg (2014-2018).

## Diskografi
Album
- Orsak och verkan (2014-03-26)

Singlar
- "Orsak och verkan" (2013-12-16)
- "Småkakor" (2014-03-19)

Medverkan på samlingar
- En salig samling (2000-01-13)

Medverkan övrigt
- Amerikaresan - En bluesberättelse (2014-09-20)

## Priser och utmärkelser
1996 Nöjesguidens Göteborgspris för Årets scenhändelse för scenshowen Im Düsseldorf med motiveringen “Scennärvarons überbabe”. 
2000 Göteborg & Co och Humorakademins Humorpris. 
2015 Tillsammans med kollegorna i föreställningen MENS Scenkonstguidens pris för Årets brott med motiveringen "Äntligen! Personligt och bjussigt, allvar och humor – allt rymmer den! Äntligen får den kvinnliga kroppen just den uppmärksamhet som den behöver. Rätt uppmärksamhet – när kroppar och cykler behandlas med största innerlighet. Det kallar vi normbrytande scenkonst av bästa sort." 
2017 Konstnärsnämndens ettåriga arbetsstipendium inom Teater. 
2017 Årets Lasse Dahlquist-stipendiat av Lasse Dahlquist-sällskapet med motiveringen "Hennes musikaliska och intima personlighet med sina humoristiska och underfundiga vändningar, blandat med ett stort knippe vardagsrealism lyser rakt igenom hela Åsas register som artist, musiker och skådespelare." 
2019 Konstnärsnämndens ettåriga arbetsstipendium inom teater. 
2021 Västra Götalandsregionens Kulturstipendium. Stipendiet ska gynna nyskapande i Västra Götaland och förutsättningar för långsiktigt konstnärligt skapande och kan erhållas en gång.
2021 Partille kommuns kulturstipendium.
2021 Konstnärsnämndens ettåriga arbetsstipendium inom Teater. 
2023 Adlerbertska stiftelsens kulturstipendium.
2023 Konstnärsnämndens ettåriga arbetsstipendium inom Teater.